# Crotalaria carsonioides
Crotalaria carsonioides är en ärtväxtart som beskrevs av Rudolf Wilczek. Crotalaria carsonioides ingår i släktet sunnhampor, och familjen ärtväxter. Inga underarter finns listade i Catalogue of Life.